# Maurice Kosingberg
Maurice Kosingberg (Maurice Mattressface) är en seriefigur i Kalle Ankas universum, skapad av Carl Barks. Han är mycket kort och har brunt skägg. 
Kosingberg debuterade i serien "De vises sten" där han konfiskerade stenen från Joakim von Anka. I serien Korsfararkungarnas krona av Don Rosa var han anställd på Internationella Pengaförbundet under Monsieur Molay. Kosingberg dök upp igen i Brev hemifrån eller Den gamla borgens nya hemlighet där han och Molay skulle komma över tempelriddarskatten. Kosingberg ställde sig emot Molay och skurken kedjade fast honom. Med hjälp av de vises sten kunde Kosingberg ta sig loss och senare kunde han föra den besegrade Molay till gendarmeriet i byn i Dystringe dal.